# شيلي ميتشيل
شيلي ميتشيل (بالإنجليزية: Shelley Mitchell)‏ هي ممثلة أمريكية، ولدت في 8 أغسطس 1957.

## وصلات خارجية
- شيلي ميتشيل على موقع اللجنة الأولمبية الأسترالية (الإنجليزية)